# Michael Simons
Michael Simons, bis 1846 Michael (Simon) Koppel (* 20. Oktober 1817 in Hohenlimburg; † 8. Juni 1895 in Düsseldorf), war ein deutscher Kaufmann, Unternehmer, Privatbankier und Mäzen.

## Leben
Simons, Sohn von Simon († 26. September 1855) und Julie Michaela Simons, geb. Wolf († 9. April 1861), kam über Essen in die Düsseldorfer Bankfirma Gebrüder Wolf. Später lebte er eine Zeit im englischen Manchester.  Am 19. Oktober 1842 heiratete er Henriette (Lea Hitzel) Wolf (1818–1885). Ein Vermögen erwarb er – zusammen mit seinem Bruder Koppel Simons (1810–1889) – Mitte des 19. Jahrhunderts im Steinkohlenbergbau, unter anderem als Aktionär der Zeche Vereinigte Maria Anna Steinbank in Höntrop (The Maria Anna & Steinbank Coal & Coke Company Ltd.), als Besitzer der Britannia-Hütte in Gronau (Bergisch Gladbach) und als Direktor der Zeche Bonifacius in Essen-Kray. Zusammen mit Moritz Leiffmann war Simons außerdem Kommanditist des Bankhauses Bernhard Simons & Cie. (später B. Simons & Co.), das am 13. Oktober 1881 in Düsseldorf gegründet worden war und in der Blumenstraße 19 seinen Firmensitz hatte.
Simons spielte innerhalb der Düsseldorfer Synagogengemeinde eine bedeutende Rolle. Seine Frau Henriette fungierte als Vorsitzende des Jüdischen Frauenvereins. In Düsseldorf-Bilk ist nach ihr die Henriettenstraße benannt. Michael Simons wurde durch Benennung des Michaelplatzes, der ebenfalls in Bilk liegt, geehrt. Das entsprechende Grundstück von 12.000 m² hatte Simons 1890 der Stadt Düsseldorf geschenkt. Nach seinem Tod wurde am 10. Juni 1895 von seinen Erben die Michael- und Henriette-Simons-Stiftung errichtet, deren jährliche Zinseinnahmen bedürftigen Düsseldorfern zugutekamen, die aufgrund von Krankheit oder Verlust von Erwerbsfähigkeit ihre Existenz nicht mehr sichern konnten.